# Dschabir ibn Aflah
Abu Muhammad Dschabir ibn Aflah al-Ischbili (arabisch أبي محمد جابر بن أفلح الإشبيلي, DMG Abū Muḥammad Ǧābir b. Aflaḥ al-Išbīlī, nach anderen Umschriften auch Gabir ben Aflah und Jabir ibn Aflah al-Ishbili; * um 1100 in Sevilla; † um 1160), latinisiert auch Geber Hispalensis, war ein spanisch-arabischer Astronom und Mathematiker, der durch die Übersetzungen seiner Werke ins Lateinische den europäischen Gelehrten bekannt war und deshalb eine wichtige Rolle für die Weiterentwicklung der Mathematik in Europa spielte. Auch wenn andere muslimische Mathematiker, wie beispielsweise der Perser Abu l-Wafa, bedeutendere mathematische Fortschritte machten, wurden ihre Schriften nicht ins Lateinische übertragen und blieben den damaligen abendländischen Gelehrten daher unbekannt.

## Leben
Über das Leben Dschabir ibn Aflahs ist wenig bekannt. Aus seinem Namenszusatz al-Ischbili („von Sevilla“) in verschiedenen Quellen, und einer Erwähnung bei Maimonides (arabischer Name Abu 'Imran Musa ibn Maymun ibn 'Ubayd Allah) kann auf seinen Geburtsort geschlossen werden. Der jüdische Philosoph, Jurist und Arzt Maimonides war 1135 in Córdoba geboren und gibt an, ibn Aflahs Sohn getroffen zu haben. Daraus können die ungefähren Lebensdaten abgeleitet werden.

## Werk
Dschabir ibn Aflah beschrieb zwei astronomische Instrumente, die als Vorläufer des Torquetums gelten können. In der sphärischen Trigonometrie ist auch ein mathematisches Theorem nach ihm benannt.
Dschabirs Kritiken an Ptolemäus’ Almagest waren in ganz Europa bekannt. In seinem wohl bekanntesten Werk, Islah al-Madschisti / إصلاح المجسطي / iṣlāḥ al-maǧisṭī / ‚Korrektur des Almagest‘, taucht unter anderem seine berühmteste Widerlegung von Ptolemäus auf. Dschabir konnte zeigen, dass Venus und Mars auch über der Sonne stehen können, und nicht nur unterhalb dieser, wie Ptolemäus’ Modell ergab. Sicher wurde Dschabir ibn Aflah von anderen arabischen Autoren beim Verfassen dieses Werkes beeinflusst, auch wenn das Ausmaß und der Grad seiner Originalität nicht mehr nachvollziehbar ist. Ähnlichkeiten gibt es zu den Werken von Abu l-Wafa und Thabit ibn Qurra.
Beeinflusst hat das Werk von Dschabir ibn Aflah sowohl westliche wie östliche Gelehrte, unter anderem den persischen Astronomen Qutb ad-Din asch-Schirazi, einen Schüler von Nasir ad-Din at-Tusi, den spanisch-arabischen Philosophen Ibn Ruschd, bekannter als Averroes, welcher, 1126 in Córdoba geboren, islamische Traditionen und griechisches Denken zu integrieren suchte. Weiterhin wurden Levi ben Gerson (auch Gersonides) und Regiomontanus nachweisbar beeinflusst. Letzterer kopierte große Teile von Ibn Aflahs Werk im vierten Buch seines De triangulis, verschwieg allerdings seine Quelle.

## Moderne Rezeption

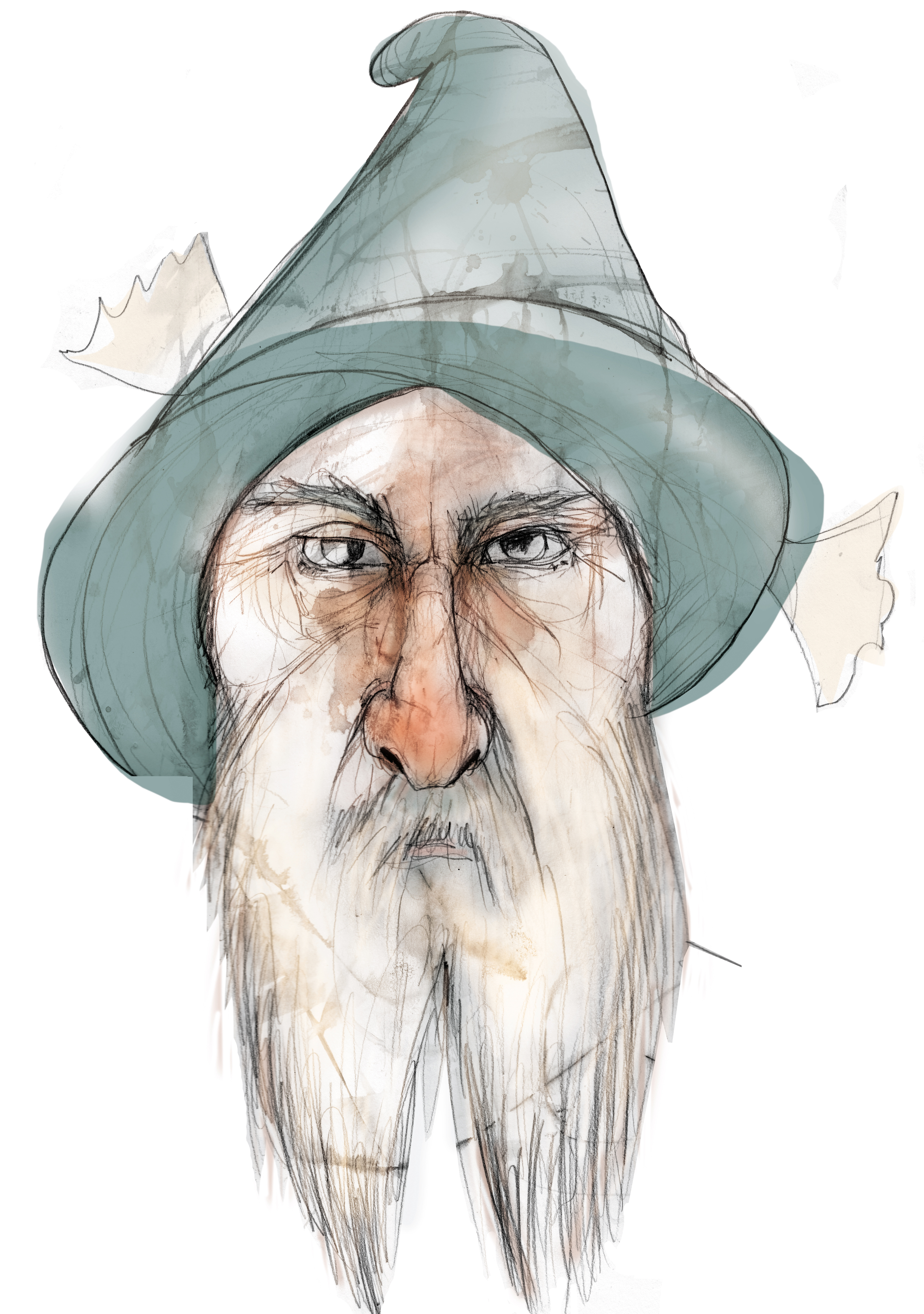
Darstellung des Dschabir ibn Aflah von der Fundación Española para la Ciencia y la Tecnología

1935 wurde der Mondkrater Geber nach ihm benannt.